# 羧肽酶A2
羧肽酶A2是人类基因 CPA2 编码的蛋白质，属于一种羧肽酶（Carboxypeptidase）。